# Raad van Ministers (Suriname)
De Raad van Ministers (RvM) is in Suriname het hoogste uitvoerende en administratieve orgaan van de regering. Ze komt bijeen in het Frank Essed Gebouw aan de Dr. Sophie Redmondstraat in Paramaribo, waar het Kabinet van de Vicepresident zetelt.

## Grondslag in de Grondwet
De wettelijke grondslag voor de Raad van Ministers ligt in de Grondwet van Suriname. Deze werd aan het eind van het militaire regime opgesteld en met het grondwettelijke referendum van 1987 bekrachtigd. Tegen stemmen zou trouwens hebben betekend dat het militaire regime de macht niet zou hebben overgedragen.
De Raad van Ministers wordt gedefinieerd in de Derde Afdeling in de Grondwet van Suriname. Hierin is bepaald dat ze het hoogste uitvoerende en administratieve orgaan van de regering is. Naast het voorzitterschap van de vicepresident kent de raad ten minste nog een vicevoorzitter. Op uitnodiging van de voorzitter kunnen specialistische of technische deskundigen de raadvergadering bijwonen. De RvM is verplicht om informatie te verstrekken aan de Staatsraad, zodat die haar taken kan uitvoeren.
De dagelijkse leiding ligt bij de vicepresident van Suriname en die is verantwoording schuldig aan de president van Suriname. De president, vicepresident en RvM vormen samen de regering van Suriname. De regering is verantwoording schuldig aan De Nationale Assemblée.

## Taken
De RvM is gehouden aan het Reglement van Orde dat voor de Raad van Ministers bepaald is. Verder gelden verplichtingen als het voeren van regeringsbeleid, voorbereiden van wetgeving, toezicht houden op beslissingen, voorbereiden en uitvoeren "slagvaardig beleid" en leidinggeven en toezien op organen en hun ministeries, en verantwoording afleggen aan de president.

## Overgang kabinetten Bouterse/Adhin en Santokhi/Brunswijk
Vicepresident Ashwin Adhin was de jongste voorzitter van de RvM (2015-2020) in de geschiedenis van Suriname en het Caribisch gebied  Tijdens de laatste vergadering in juni/juli 2020 van het kabinet Bouterse/Adhin keurde de Raad van Ministers het voorstel goed om alle ambtenaren in Suriname een loonsverhoging te geven van 50%. Daarnaast zou een kostenpost ter hoogte van 67 miljoen SRD (circa 8,5 miljoen euro) aan de volgende regering zijn overgedragen, door een groot aantal op de valreep aangenomen ambtenaren.
Het kabinet-Santokhi/Brunswijk nam de regering over en de eerste Raadsvergadering onder leiding van vicepresident Ronnie Brunswijk werd gehouden op 22 juli 2020. Het betrof een spoedvergadering in verband met de toen zorgelijke situatie tijdens coronacrisis in Suriname.